# Meester Cornelis

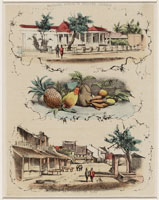
De Militaire School te Meester Cornelis / Oost-Indische Vruchten / Het Chinese Kamp 1875 - 1900

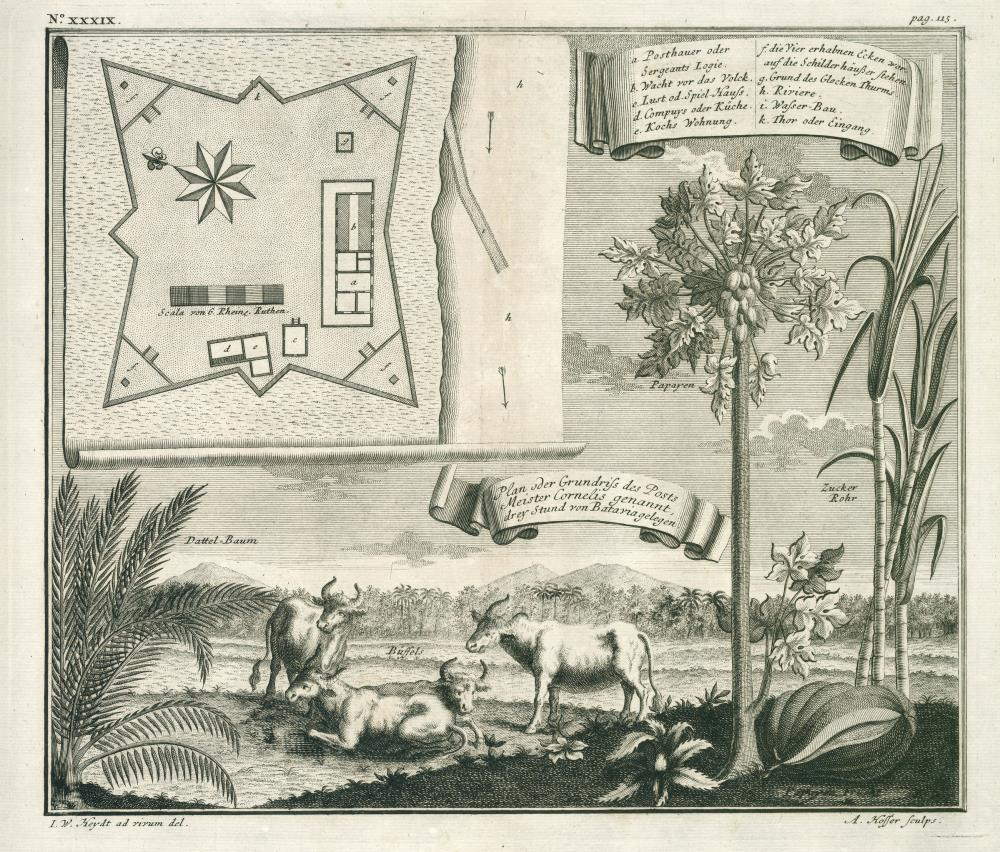
Plattegrond van de post Meester Cornelis ca. 1744

Meester Cornelis is de vroegere naam van Jatinegara (ook wel, Batinegara, Djatinegara, of Mester), een stadsdeel van Jakarta.
Het stadsdeel ontleende zijn naam aan een calvinistische Bandanese schoolmeester, prediker en landbezitter uit het derde kwart van de 17e eeuw, Meester Cornelis van Senen. In 1656 werd Van Senen eigenaar van een stuk grond met een oppervlakte van ongeveer vijf vierkante kilometer aan de rivier de Ciliwung, zo’n twaalf kilometer ten zuidoosten van het Kasteel Batavia. De grond was bestemd voor de houtkap. In 1661 stierf Meester Cornelis, maar zijn naam bleef verbonden aan dit grondgebied, dat nog bijna drie eeuwen "Meester Cornelis" zou heten.

## Achttiende eeuw
Op het grondgebied stond oorspronkelijk een militaire vestiging, wel met woongedeelten maar met brede wegen en een landelijk karakter. De post Mr. Cornelis, aan de grote rivier de Ciliwung, komt al voor op een kaart uit circa 1744, terwijl op een kaart uit ongeveer 1764 melding wordt gemaakt van de "Veldschans genaamd Meester Cornelis".
Vanaf 1706 werd op het oude gebied van Cornelis van Senen een buffelmarkt gehouden, waaruit een donderdagpasar ontstond. In 1734 werd het fortje aldaar ommuurd. De commandant van het fortje startte een soort uitspanning, inclusief speelhuis. In 1746 kwam er een kampement voor militairen om bij te komen van het slechte klimaat in Batavia-stad, waar malaria de gezondheid bedreigde, omdat Meester Cornelis hoger lag en de atmosfeer er droger was.

## Negentiende eeuw
In 1805 kwam er een artillerieschool en in 1810 werd dit gebied door de Nederlandse generaal in Franse dienst, de bewindsman Daendels (1762 – 1818) aangewezen als centrum van de verdediging tegen een eventuele aanval van de Engelsen. Omdat Meester Cornelis in die tijd het zuidelijkste deel van Batavia vormde, werd een Engelse inval juist uit die richting verwacht. Daendels bouwde een versterkt Fort Meester Cornelis, het fort moest het belangrijkste punt van verdediging worden. In 1811 kwam inderdaad de bestorming door de Engelsen die de Fransen met Nederlandse militaire steun verloren. In 1820 werd het oude fortje een gevangenis.
De militaire school in Meester Cornelis werd geopend in 1852 en weer gesloten in 1892. Het was niet de eerste militaire school in Nederlands-Indië, maar wel de school die het langst heeft bestaan en de grootste was. Een derde van de studenten was in de kolonie geboren, het merendeel kwam uit Nederland, een tiende waren overige Europeanen, voornamelijk uit Duitsland. De meeste studenten waren afkomstig uit de middenklasse. Er waren altijd onvoldoende geschikte kandidaten voor de opleiding. De school leek aanvankelijk succesvol en het aantal studenten verdubbelde gedurende de veertig jaar van zijn bestaan. De redenen dat de school werd gesloten, waren voornamelijk van financiële aard: slechts een op de drie deelnemers behaalde zijn diploma, waardoor de kosten per student onacceptabel hoog waren.
De Nederlandsch-Indische Spoorwegmaatschappij opende op 31 januari 1873 de spoorweg van Meester Cornelis naar Buitenzorg voor het publiek verkeer. Deze lijn was onderdeel van de lijn van Batavia – Buitenzorg. Op het station Meester-Cornelis stopten zestien treinen per dag, acht uit Batavia en acht treinen terug.

## Twintigste eeuw

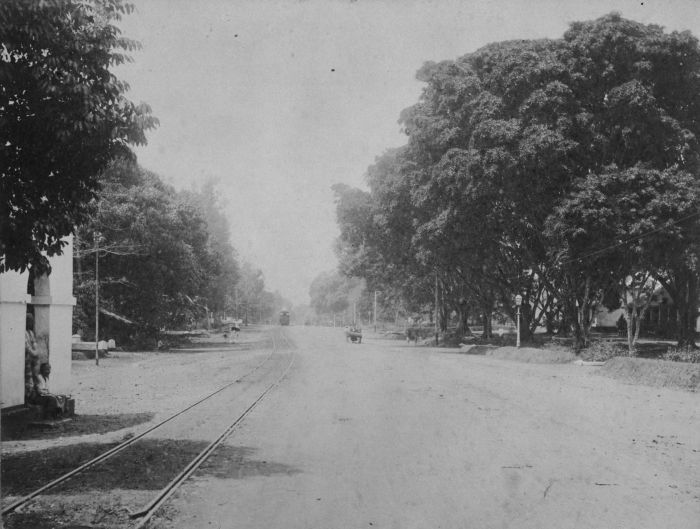
Hoofdweg in Meester Cornelis (foto gemaakt tussen 1870 en 1900)

Meester Cornelis werd, net als Batavia, een eigen gemeente met een gemeenteraad in 1905. Ze werd eerst bestuurd door de assistent-resident en vanaf 1922 kreeg ze een eigen burgemeester. De burgemeesters waren achtereenvolgens Mr. M. van Doorninck (1922-1932) en Mr. G. Pitlo (1933-1935).
Pas in 1935 viel het gebied officieel onder Batavia en werd het er een deel van na lange tijd een voorstad te zijn geweest. Na de soevereiniteitsoverdracht aan de Republiek Indonesië op 27 december 1949 werd de naam Batavia veranderd in Jakarta. Ook andere Europese namen werden veranderd. Het grondgebied Meester Cornelis, nu stadsdeel van Jakarta, werd hernoemd en heet tegenwoordig Jatinegara (land van het jati-hout).

## Geboren in Meester Cornelis
- Frederik Bernard s'Jacob, op 14 mei 1850.
- Gijsbert Karel William Ferdinand de Vaynes van Brakell Buys op 28 maart 1877.
- Max Bajetto, op 22 april 1881.
- Henri Maclaine Pont, op 21 juni 1885.
- E. du Perron, op 2 november 1899, in het gedeelte Kampong Melajoe.
- Charles van Baar van Slangenburgh (1902-1978), voetballer
- Jan de Vries (1925-2012), op 4 januari 1925.
- Johan Walhain (1925-1985), acteur
- Freek Simon (1942-2002), nieuwslezer en presentator
- Theodoor Lodewijk Parent (1919-2003), kapitein grote handelsvaart

## Afbeeldingen

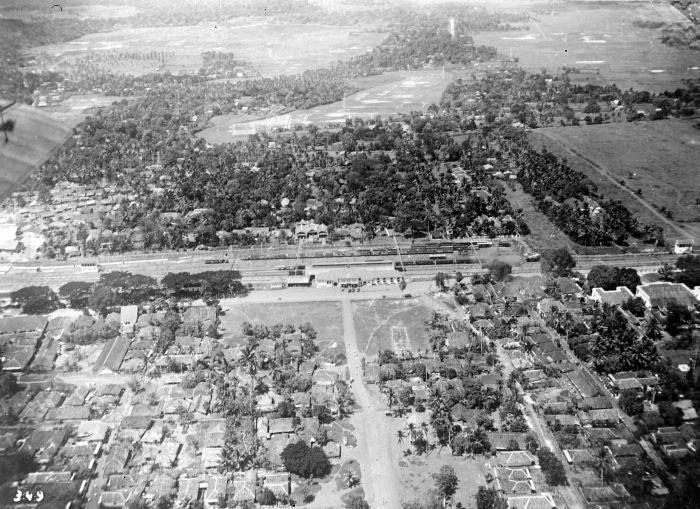
Luchtfoto van Meester Cornelis met het S.S. station Batavia
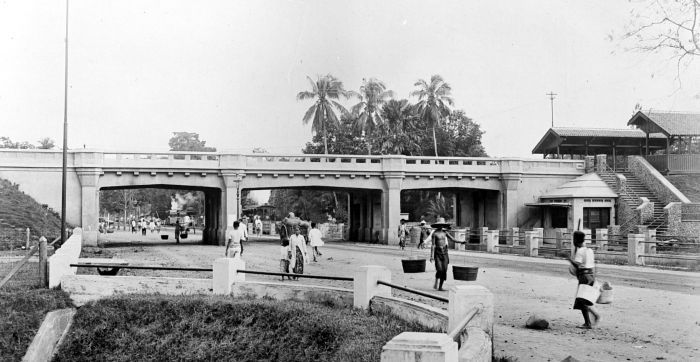
Treinviaduct te Mr Cornelis (nog aanwezig in 2023, en Google maps gebruikt de oude naam)
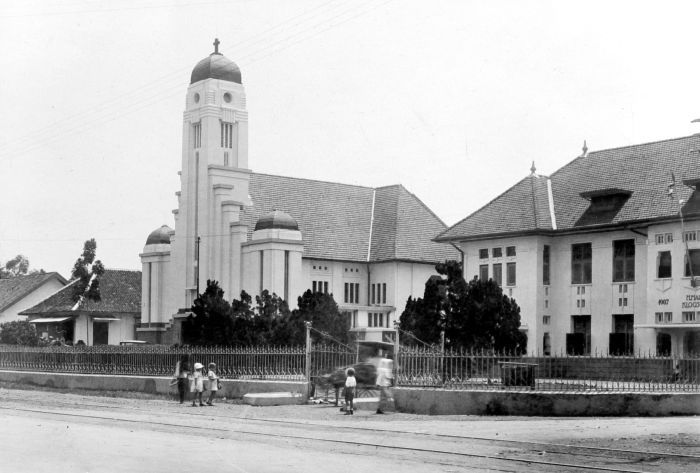
De St. Josefkerk en het Ursulinen klooster te Meester Cornelis Batavia
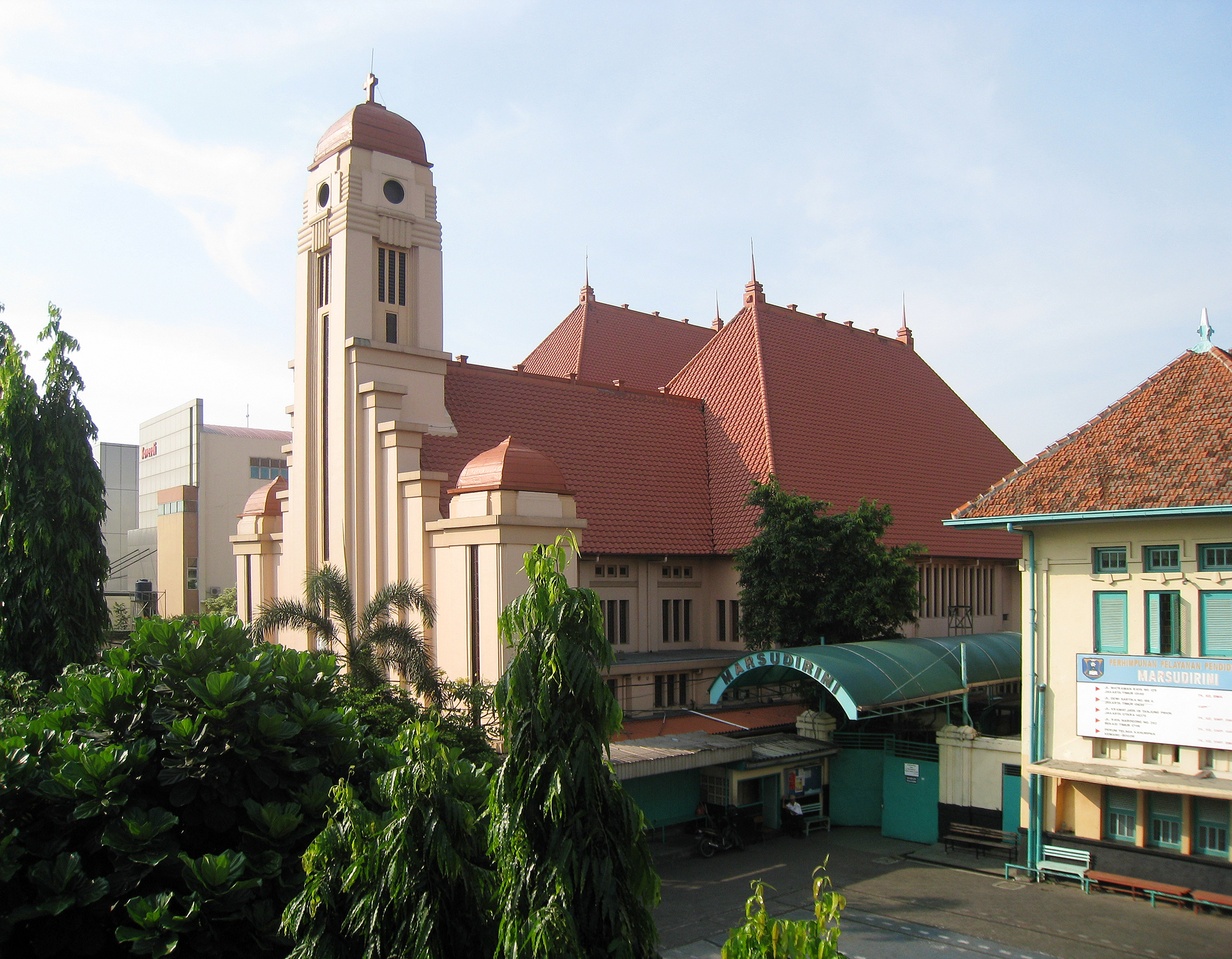
Gereja Santo Yoseph, Matraman, Jatinegara, Jakarta
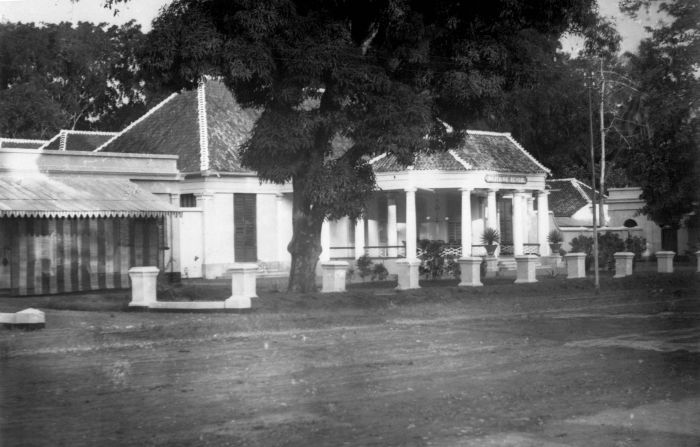
De Militaire School in Meester Cornelis